# Ajn Halakim (poddystrykt)
Ajn Halakim – jedna z 5 jednostek administracyjnych trzeciego rzędu (nahijja) dystryktu Masjaf w muhafazie Hama w Syrii.
W 2004 roku poddystrykt zamieszkiwało 16 502 osób.